# Christof Thoenes
Christof Thoenes (* 4. Dezember 1928 in Dresden; † 21. Oktober 2018 in Rom) war ein deutscher Kunsthistoriker, der vor allem als Forscher über die italienische Architektur des 15. bis 18. Jahrhunderts und als Experte für die Renaissance, den Petersdom und Michelangelo bekannt war. Er hat viele Jahre seines wissenschaftlichen Leben an der Bibliotheca Hertziana in Rom verbracht.

## Leben

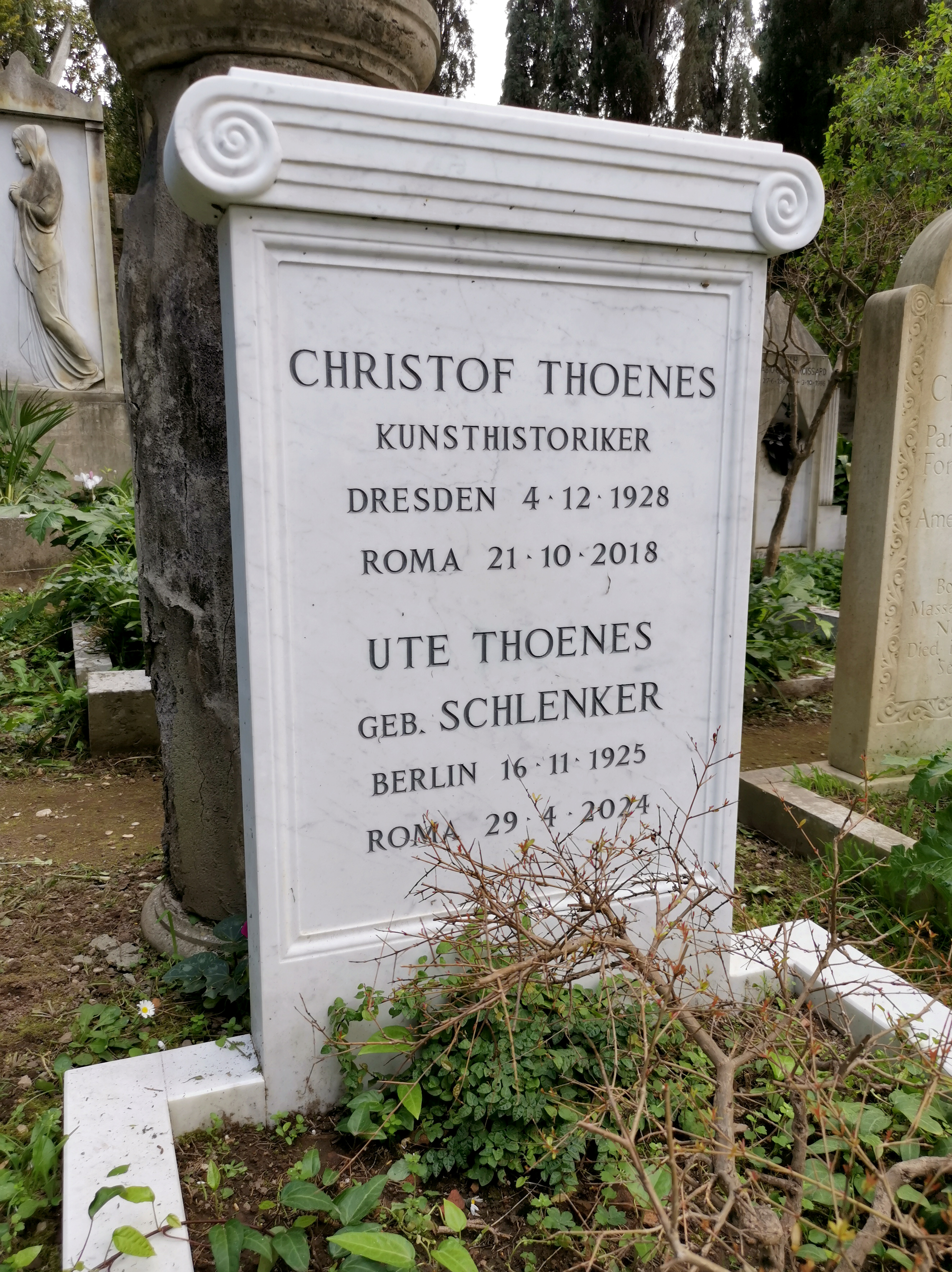
Grab auf dem Protestantischen Friedhof Rom

Thoenes studierte Kunstgeschichte in Berlin und Pavia. Er promovierte im Jahr 1956 an der FU Berlin mit einer Arbeit über Giovanni Antonio Veneroni, einen Architekten des Spätbarock aus der Lombardei. 1973 habilitierte er sich an der FU Berlin, seit 1990 lehrte er als Honorarprofessor in Hamburg. Er lebte in Rom, wo er viele Jahre an der Bibliotheca Hertziana arbeitete. Thoenes wurde auf dem Protestantischen Friedhof Rom beerdigt (Grabnummer 3-3-6-2).

## Veröffentlichungen (Auswahl)
- Hugo Brandenburg, Antonella Ballardini, Christof Thoenes: Der Petersdom in Rom : die Baugeschichte von der Antike bis heute, Petersberg : Michael Imhof Verlag 2015, ISBN 978-3-7319-0243-0.
- Frank Zöllner, Christof Thoenes:  Michelangelo : 1475-1564 : das vollständige Werk Malerei, Skulptur, Architektur, Köln : Taschen Verlag 2017, ISBN 978-3-8365-3714-8 (erste Auflage 2007).
- Opus incertum : italienische Studien aus drei Jahrzehnten, eingeführt von Andreas Beyer, München, Berlin : Deutscher Kunstverlag 2002, ISBN 978-3-422-06337-2.
- Christof Thoenes unter Mitarbeit von Thuri Lorenz: Reclams Kunstführer Italien, Teil: Bd. 6., Neapel und Umgebung, Stuttgart : Reclam 1983 (2. Auflage)